# Trigonocarinatus menghaiensis
Trigonocarinatus menghaiensis – gatunek chrząszcza z rodziny biedronkowatych i podrodziny Coccinellinae. Występuje w południowo-wschodniej części Chin.

## Taksonomia
Gatunek ten opisany został po raz pierwszy w 2015 roku przez Huo Lizhi i Ren Shunxianga na łamach „Annales Zoologici” w publikacji współautorstwa Li Wenjinga, Chen Xiaoshenga i Wang Xingmina. Jako lokalizację typową autorzy wskazali Menghai w Jinghongu na terenie chińskiej prowincji Junnan. Epitet gatunkowy menghaiensis pochodzi od lokalizacji typowej.

## Morfologia
Chrząszcze o wysklepionym, okrągławym w zarysie ciele długości od 1,6 do 1,9 mm i szerokości między 1,3 a 1,5 mm, z wierzchu delikatnie punktowanym i gęsto porośniętym krótkimi, srebrzystobiałymi włoskami. 
Głowa jest poprzeczna, żółtawo ubarwiona. Punktowanie na czole jest drobne i rzadkie. Warga dolna ma drobną, sercowatą, żółtą bródkę z zaokrąglonym kątem i szeroko wykrojoną krawędzią.
Przedplecze jest poprzeczne, żółtawo ubarwione, o głęboko wykrojonej krawędzi przedniej, łukowatych brzegach bocznych i zaokrąglonych kątach tylnych i przednich. Tarczka jest prawie trójkątna, czarno ubarwiona. Pokrywy mają bardzo słabo zaznaczone guzy barkowe i niepełne, stopniowo zwężone epipleury. Tło pokryw jest żółtawe. Typowo znajduje się na nim sześć kropek: duża, sercowata nasadowa kropka przyszwowa, mała i okrągła wierzchołkowa kropka przyszwowa oraz dwie pary okrągławych kropek bocznych. Kropki te mogą się jednak zlewać, tworząc dwie pary podłużnych pasków. Odległości między punktami na przedpleczu wynoszą 4–5 ich średnic, a na pokrywach 1,5–3 ich średnic. Spód ciała jest żółtawy do brązowego z czarnymi przedpiersiem, śródpiersiem (mezowentrytem), zapiersiem (metawenrytem) i spodem odwłoka. T-kształtne przedpiersie jest pośrodku rzadko punktowane, a w pozostałej części gładkie.
Odwłok ma krawędź wierzchołkową ostatniego, szóstego z widocznych sternitów (wentrytu) wykrojoną u samców i zaokrągloną u samic. Samiec ma genitalia z płatem środkowym (ang. penis guide) niemal trójkątnym w widoku brzusznym i skośnie ściętym w widoku bocznym, paramerami tak długimi jak fallobaza i dłuższymi od płata środkowego, trabesem półtora raza dłuższym od tegmenu, zaś prąciem długim, w części nasadowej zakrzywionym, u wierzchołka zaś błoniastym. Genitalia samicy mają dwukrotnie szersze niż dłuższe koksyty z gęstymi i długimi szczecinkami wierzchołkowymi oraz wyraźnie zakrzywioną spermatekę z wyraźnym ramusem w części nasadowej.

## Rozprzestrzenienie
Owad orientalny, endemiczny dla południowo-wschodnich Chin, znany tylko z Junnanu i Kuangsi.